# Ulica Andrzeja w Katowicach

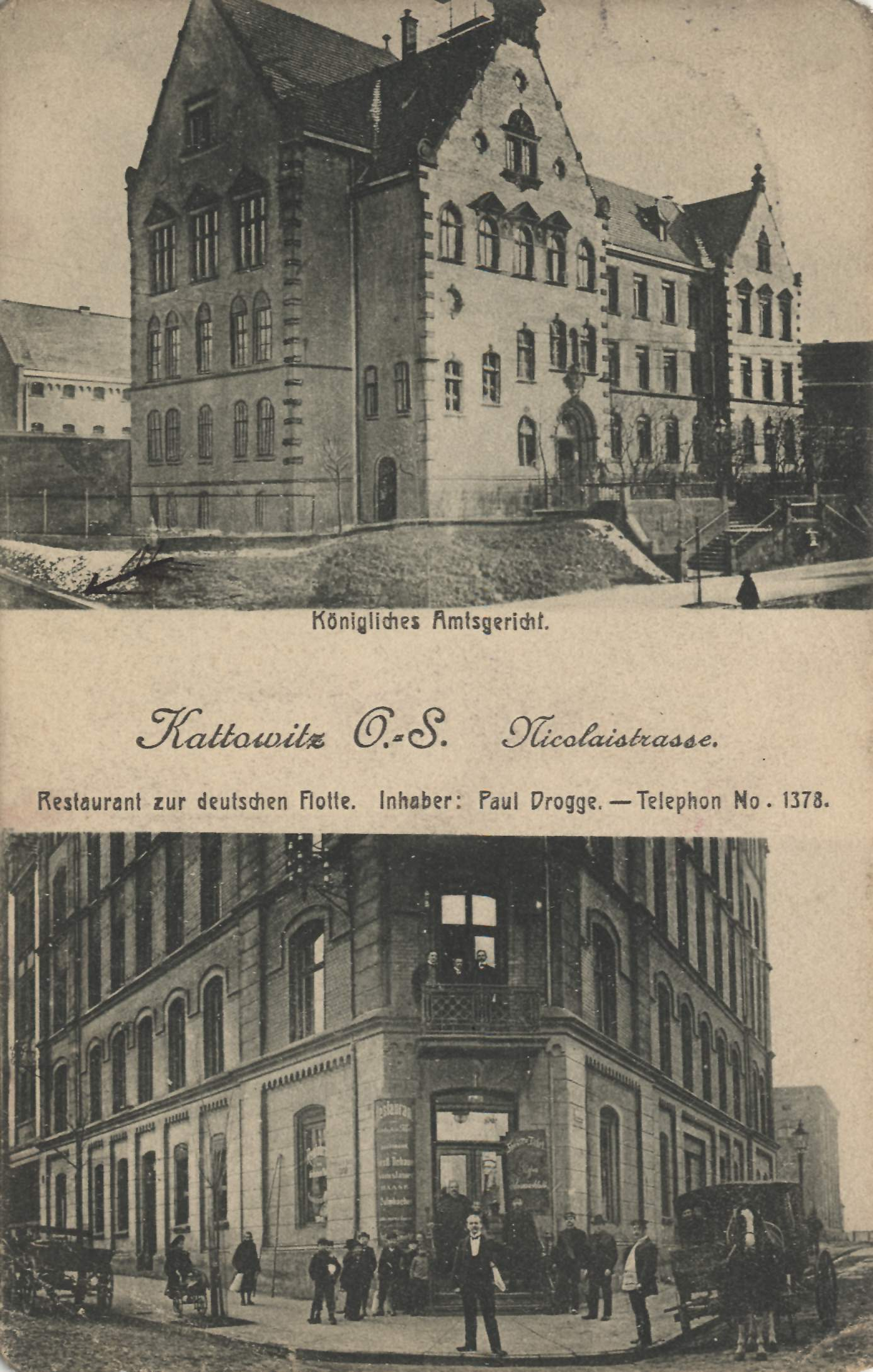
Gmach Sądu Okręgowego przy ulicy Andrzeja w Katowicach (u góry)

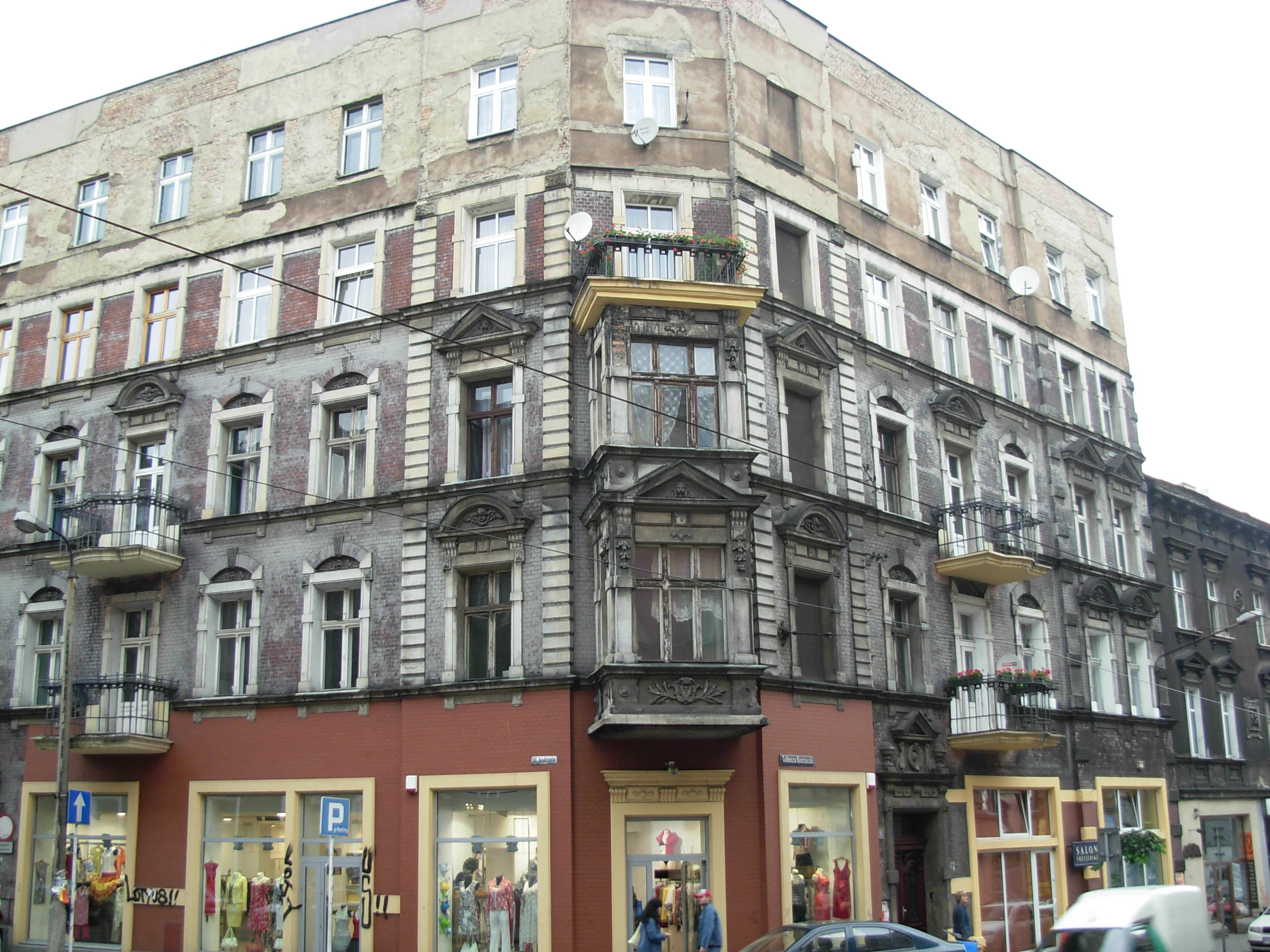
Narożna kamienica mieszkalna (ul. Andrzeja 1, ul. T. Kościuszki 7)

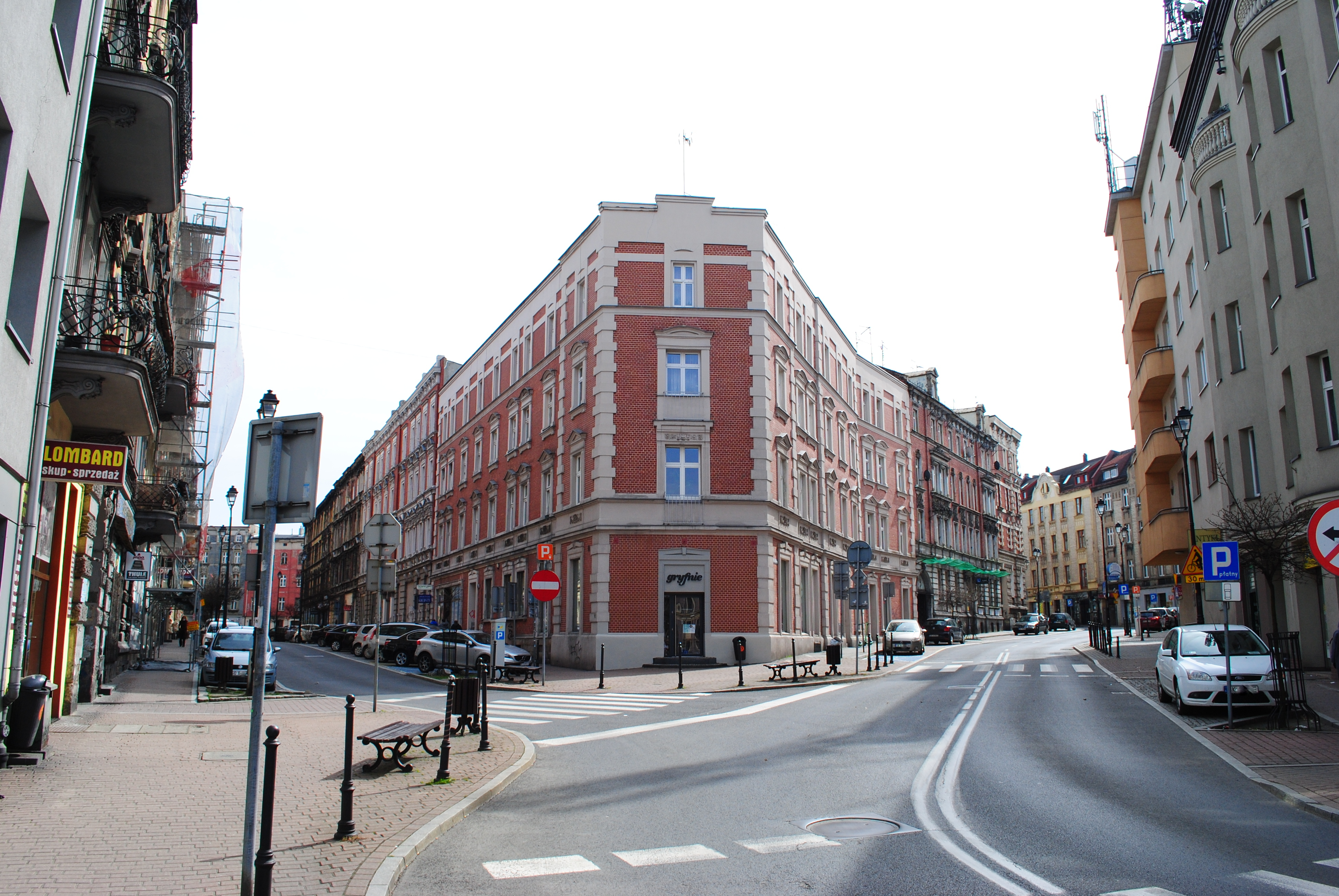
Kamienica na rogu ul. Andrzeja i ul. S. Batorego

Ulica Andrzeja w Katowicach (do 1922 i w latach 1939–1945 Andreasstraße) – ulica w katowickiej dzielnicy Śródmieście.

## Przebieg
Ulica rozpoczyna swój bieg od skrzyżowania z ulicą Tadeusza Kościuszki. Następnie krzyżuje się z ulicą Stefana Batorego, biegnie obok placu Oddziałów Młodzieży Powstańczej i placu Andrzeja, ulicy Marii Skłodowskiej-Curie i ulicy księdza Augustyna Kordeckiego. Kończy swój bieg przy ulicy Mikołowskiej.

## Historia
Nazwa ulicy prawdopodobnie pochodzi od imienia kuźnika boguckiego Andrzeja, który na swoim gruncie założył wieś zagrodniczą Katowice. Wieś ta była wzmiankowana w 1598 roku w protokole wizytacji parafii w Bogucicach. Według kroniki katowickiej straży pożarnej 22 lipca 1904 roku wybuchł pożar przy Andreasstraße. Spłonął namiot, w którym organizowano pokazy kinematograficzne.
W latach międzywojennych przy ulicy Andrzeja działały takie instytucje, jak: Wydział Handlowy Sądu Okręgowego (pod numerem 158), Przedsiębiorstwo Techniczno-Handlowe „Spawa” (ul. Andrzeja 2), skład win Czesława Bojarskiego (pod numerem 14), Polskie Towarzystwo Emigracyjne i Polski Czerwony Krzyż (ul. Andrzeja 9), Związek Górników Zjednoczenia Zawodowego Polskiego (pod numerem 21), dowództwo 23. Dywizji Piechoty (pod numerem 4), miesięcznik "Informator Śląski" (ul. Andrzeja 6), redakcja gazety Głos Górnego Śląska (ul. Andrzeja 14), Sąd Grodzki (pod numerem 28). Do 1939 pod numerem 21 znajdowała się restauracja „Strzecha Górnicza”, a pod numerem 31 – kawiarnia/cukiernia, której właścicielem był Majnusz.
Dnia 22 lipca 1949 roku pod numerem 9 otwarto miejskie pogotowie ratunkowe w Katowicach. Przy ul. Andrzeja 13 mieszkał od 1934 roku artysta drzeworytnik Paweł Steller. W 1976 roku w jego mieszkaniu powstało Muzeum Społeczne Pawła Stellera. Od 1983 roku jest ono częścią Muzeum Historii Katowic (obecnie przy ul. T. Kościuszki 49).
W miejscu pawilonu dworcowego (pl. Oddziałów Młodzieży Powstańczej) mieściła się gospoda K. Gojnego.

## Opis
Przy ulicy Andrzeja znajdują się następujące historyczne obiekty:
- zespół budynków Sądu Wojewódzkiego (ul. Andrzeja 16, 18); wpisany do rejestru zabytków 15 listopada 1997 (nr rej.: A/1663/97), składający się z gmachu starego sądu (ulica Andrzeja 18), wybudowanego w 1889 w stylu neorenesansu niemieckiego, i nowego budynku sądu (ulica Andrzeja 16) wzniesionego w 1913 w stylu neobarokowym, połączonych przewiązką (granice ochrony obejmują cały zespół)[17][18];
- narożna kamienica mieszkalna (ul. Andrzeja 1, ul. T. Kościuszki 7)[19];
- narożna kamienica mieszkalna (ul. Andrzeja 2, ul. T. Kościuszki 9)[19];
- kamienica mieszkalna (ul. Andrzeja 3)[19];
- kamienica mieszkalna (ul. Andrzeja 4)[19];
- kamienica mieszkalna (ul. Andrzeja 5)[19];
- kamienica mieszkalna (ul. Andrzeja 6)[19];
- kamienica mieszkalna (ul. Andrzeja 7)[19];
- kamienica mieszkalna (ul. Andrzeja 9)[19];
- kamienica mieszkalna (ul. Andrzeja 10)[19];
- kamienica mieszkalna (ul. Andrzeja 11)[19];
- kamienica mieszkalna (ul. Andrzeja 12)[19];
- kamienica mieszkalna (ul. Andrzeja 13)[19], wzniesiona pod koniec XIX wieku; posiada loggie balkonowe i kute balustrady; mieszkał w niej Paweł Steller[20];
- narożna kamienica mieszkalna (ul. Andrzeja 14, ul. M. Skłodowskiej-Curie 10)[19];
- kamienica mieszkalna (ul. Andrzeja 17, pl. Oddziałów Młodzieży Powstańczej 1)[19];
- kamienica mieszkalna (ul. Andrzeja 19/21)[19];
- dawna fabryka w oficynie (ul. Andrzeja 21a)[19];
- kamienica mieszkalna (ul. Andrzeja 23)[19];
- kamienica mieszkalna (ul. Andrzeja 25)[19];
- kamienica mieszkalna (ul. Andrzeja 27)[19];
- narożna kamienica mieszkalna (ul. Andrzeja 29, róg z ul. ks. A. Kordeckiego)[19].

Przy ulicy Andrzeja swoją siedzibę mają: kancelarie adwokackie, Stowarzyszenie Pomocy Dzieciom i Młodzieży "Dom Aniołów Stróżów", przedsiębiorstwa handlowo-usługowe, Miejski Ośrodek Pomocy Społecznej (Punkt Terenowy nr 1), Polski Związek Niewidomych (Zarząd Koła Miejskiego), biuro obsługi PKP Intercity, Sąd Okręgowy.
Na ścianie budynku pod numerem 21 znajduje się pamiątkowa tablica, upamiętniająca miejsce zamieszkiwania Konstantego Emanuela lmieli w tej kamienicy.
Ulicą na całej swojej długości kursują autobusy na zlecenie Zarządu Transportu Metropolitalnego (ZTM).